# Prague, Nebraska
Prague är en ort (village) i Saunders County i Nebraska. Orten har fått sitt namn efter Prag. Vid 2010 års folkräkning hade Prague 303 invånare.